# Classe Niterói
A classe Niterói é uma classe de fragatas da Marinha do Brasil, atualmente sucedida pela Classe Tamandaré.

## História
No alvorecer da década de 1970 a Marinha do Brasil abriu uma concorrência internacional para uma nova série de navios, destinada a substituir unidades mais antigas, de origem americana, construídas durante a Segunda Guerra Mundial.
Foi especificado que esses novos navios deveriam possuir grande autonomia operacional e ser capazes de manter velocidades que os habilitassem à escolta de comboios rápidos, assim como, quando necessário, desenvolver altas velocidades.
A concorrência foi vencida pela empresa britânica Vosper Thornycroft com o projeto da Vosper Mk10, de 3 500 toneladas, concebida como uma plataforma multifuncional com alguma ênfase em guerra antissubmarina. Foram assim construídas seis unidades, as quatro primeiras nos estaleiros da Vosper e os dois últimos no Arsenal de Marinha do Rio de Janeiro (AMRJ).
A autorização para a construção foi dada pelo governo brasileiro em setembro de 1970, como parte do Programa de Renovação e Ampliação de Meios Flutuantes da Marinha. As novas fragatas entraram em serviço entre 1976 e 1980, e passaram por extenso programa de modernização iniciado em 1997, chamado ModFrag, realizado no Arsenal de Marinha.

## Missão
São Navios-Escolta. Podem localizar e destruir aeronaves, navios de superfície e submarinos inimigos, além de efetuar patrulhas nas nossas águas.

## Vosper Mk 10
Vosper Mk 10 é a designação britânica do projeto das fragatas classe Niterói da Marinha do Brasil. O estaleiro britânico Vosper Thornycroft, ao longo das décadas de 1960 e 1970, projetou e construiu uma série de corvetas/fragatas. O projeto MK 10 foi a evolução definitiva e mais avançada dessa linha de unidades navais de combate.

### Evolução do Projeto
O projeto inicial, conhecido como Mk 1, resultou numa corveta com 500 t de deslocamento. Duas unidades foram construídas para a Marinha de Gana em 1964/1965 e outra para a Líbia em 1966. Posteriormente veio a Mk 3, um pouco maior (660 t), com duas unidades entregues à Marinha da Nigéria em 1972. Nesta mesma época a Marinha do Irã recebeu as quatro unidades da classe MK 5, conhecidas naquele país como classe Saam (de 1540 t). A evolução do projeto Mk 5 levou ao desenvolvimento do projeto Mk 7, legeiramente maior que seu antecessor (uma única unidade encomendada pela Líbia). Duas unidades Mk 9 ainda foram projetadas para a Marinha da Nigéria. Lançadas em 1980 e 1981, estas duas unidades eram bem menores (780 t), mas fortemente armadas.
O maior sucesso comercial da família de projetos da Vosper foi a classe Tipo 21 ou Amazon. Oito unidades foram construídas para a Marinha Real Britânica sendo que sete navios participaram da Guerra das Malvinas e dois foram afundados. O projeto Mk 10 deriva muito das fragatas Tipo 21.

## Controvérsias
Segundo documentos liberados pelo governo britânico em 2009, a compra das fragatas foi superfaturada pelo estaleiro Vosper Thornycroft em £ 500 mil. Apesar do governo britânico ter iniciado uma investigação em 1979 (após o processo de nacionalização do estaleiro), tendo oferecido o ressarcimento do valor, o governo brasileiro recusou.

## Lista de navios[1]
| Número de Amura | Nome          | Batimento de Quilha    | Lançamento             | Comissionamento        | Descomissionamento/Status | Construtores                         |
| --------------- | ------------- | ---------------------- | ---------------------- | ---------------------- | ------------------------- | ------------------------------------ |
| F-40            | Niteroi       | 8 de junho de 1972     | 8 de fevereiro de 1974 | 20 de novembro de 1976 | 28 de junho de 2019       | Vosper Thornycroft                   |
| F-41            | Defensora     | 14 de dezembro de 1972 | 27 de março de 1975    | 5 de março de 1977     | Em serviço ativo          | Vosper Thornycroft                   |
| F-42            | Constituição  | 13 de março de 1974    | 15 de abril de 1976    | 31 de março de 1978    | Em serviço ativo          | Vosper Thornycroft                   |
| F-43            | Liberal       | 2 de maio de 1975      | 7 de fevereiro de 1977 | 18 de novembro de 1978 | Em serviço ativo          | Vosper Thornycroft                   |
| F-44            | Independência | 11 de junho de 1972    | 2 de setembro de 1974  | 3 de setembro de 1979  | Em serviço ativo          | Arsenal de Marinha do Rio de Janeiro |
| F-45            | União         | 11 de junho de 1972    | 14 de março de 1975    | 12 de setembro de 1980 | Em serviço ativo          | Arsenal de Marinha do Rio de Janeiro |
| U-27            | Brasil        | 18 setembro de 1981    | 23 de setembro de 1983 | 21 de agosto de 1986   | Em serviço ativo          | Arsenal de Marinha do Rio de Janeiro |